# أورلاندو فرانكلين
أورلاندو فرانكلين هو لاعب كرة قدم أمريكية كندي، ولد في 16 ديسمبر 1987 في كينغستون في جامايكا.

## وصلات خارجية
- أورلاندو فرانكلين على موقع مرجع كرة القدم المحترفة.كوم (الإنجليزية)